# Wilhelm Gustav Friedrich Wardenburg

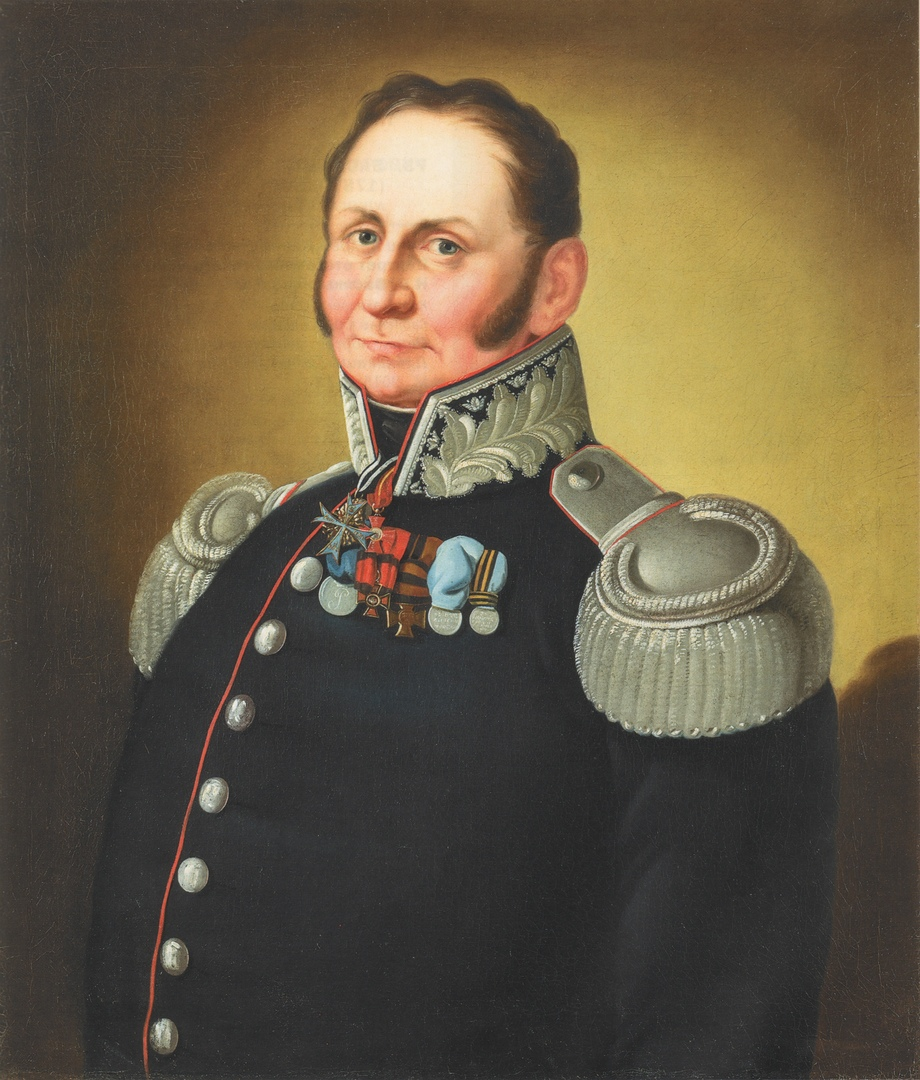
Wilhelm Gustav Friedrich Wardenburg (1781–1838)

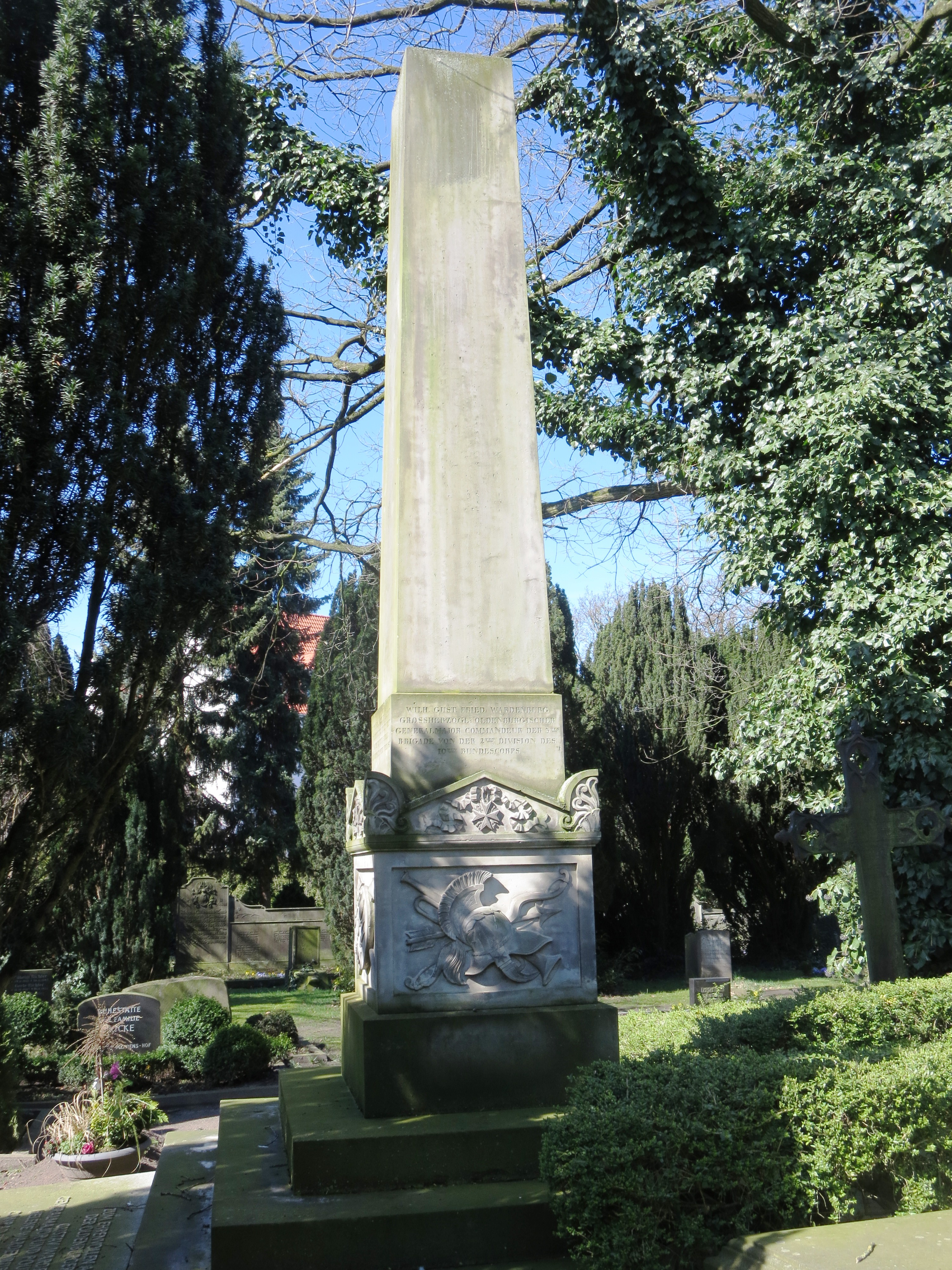
Grabsäule auf dem Gertrudenfriedhof in Oldenburg

Wilhelm Gustav Friedrich Wardenburg (* 15. Mai 1781 in Fedderwarden; † 29. Mai 1838 in Oldenburg) war ein oldenburgischer Berufsoffizier, der entscheidend für den Aufbau des oldenburgischen Militärs während der Befreiungskriege und des oldenburgischen Kontingents im Bundesheer in der Zeit des Deutschen Bunds verantwortlich war. Weiterhin war Wardenburg als Sammler, Forscher und Militärhistoriker tätig.

## Herkunft, Ausbildung und Dienst im Ausland
Er war der Sohn des Pfarrers Adam Levin Wardenburg und dessen zweiter Ehefrau Gesche Magdalene, geborene Ohmstede. Nach einer Ausbildung durch einen Hauslehrer besuchte Wardenburg ab 1795 das Gymnasium Oldenburg, verließ die Schule aber bereits nach zwei Jahren, um für eine Offizierslaufbahn in die kleine Oldenburgische Wachkompanie einzutreten. 1799 verließ er die Kompanie als Fähnrich und versuchte, in Oberitalien in die Armee des russischen Feldherrn Alexander Suworow einzutreten, was jedoch misslang. Daraufhin trat er in die österreichische Armee ein, wurde beim Feldzug in Oberitalien verwundet und 1800 zum Leutnant befördert. Nach dem Frieden von Lunéville kam er mit seinem Regiment nach Böhmen und blieb in der dortigen Garnison bis 1805. Durch Vermittlung von Herzog Peter Friedrich Ludwig gelang ihm der Wechsel in die russische Armee und er trat wiederum als Leutnant in das Regiment „Asow“ ein. Er nahm an den Feldzügen in Österreich 1805, in Ostpreußen 1807 und in Finnland 1808 teil und wurde mehrfach verwundet. 1810 wurde er Adjutant von Prinz Peter Friedrich Georg von Oldenburg, der als Gouverneur in russischen Diensten stand. Er wurde nun zum Oberleutnant befördert und wurde nach dem Einfall Napoleon I. in Russland zum Stab des russischen Oberbefehlshabers versetzt. Er zeichnete sich in mehreren Schlachten erneut durch Tapferkeit aus und wurde zum Stabskapitän befördert.
1813 trat er in die von Peter Friedrich Ludwig organisierte Russisch-Deutsche Legion ein und wurde im Mai zum Oberstleutnant, im Januar 1814 zum Oberst befördert.

## Tätigkeit im Oldenburgischen Militär
Im August 1814 trat Wardenburg als Oberst in den oldenburgischen Militärdienst ein und baute das Regiment Oldenburg auf, mit dem er bereits 1815 am Feldzug gegen Napoleon teilnahm. Zurück in Oldenburg, begann Wardenburg mit dem systematischen Aufbau eines modernen, professionellen Militärs. Dazu gehörte vor allem die Errichtung einer Militärschule samt einer Militärbibliothek (Großherzoglich Oldenburgische Militär-Bibliothek) für die Ausbildung von Unteroffizieren und Offizieren. Auf Wardenburg geht auch der Bau der Infanteriekaserne am Pferdemarkt zurück, die heute Teile der Stadtverwaltung beherbergt. Wardenburgs Pläne wurden immer wieder durch die strikte Sparsamkeit Peter Friedrich Ludwigs eingeschränkt.
1816 heiratete er Helene Elisabeth Wilhelmine Hegeler (1792–1872). Die Ehe blieb kinderlos.
Mit dem Regierungsantritt von Großherzog Paul Friedrich August 1829 begann eine neue Phase im oldenburgischen Militärwesen, da der neue Herrscher selbst sehr stark am Militärwesen interessiert war. Am 31. Dezember dieses Jahres wurde Wardenburg zum Generalmajor befördert. 1834 wurde gemäß der Bundeskriegsverfassung von 1820/21 eine Militärkonvention zwischen dem Großherzogtum und den Hansestädten Hamburg, Lübeck und Bremen abgeschlossen. Aus Truppenkontingenten aller vier Vertragsparteien wurde daraufhin die Oldenburgisch-Hanseatische Brigade gebildet. Die Oldenburgische Halbbrigade bestand aus zwei von Wardenburg aufgestellten Regimentern Infanterie sowie einer Artillerieeinheit. Anschließend wurde Wardenburg erster Kommandeur der Brigade, deren Führung er bis zu seinem Tod am 29. Mai 1838 innehatte.
Neben seiner militärischen Tätigkeit war Wardenburg auch als Forscher und Militärhistoriker tätig. Seine Sammlungen z. B. von Fundstücken alter Befestigungsanlagen bildeten später den Grundstock für die Großherzogliche Altertümersammlung und das Museum für Naturkunde und Vorgeschichte (heute Landesmuseum für Natur und Mensch). Er verfasste mehrere militärhistorische Studien, so auch über die Teilnahme des Regiments im Feldzug gegen Frankreich 1815.
Wardenburgs Nachlass befindet sich im Niedersächsischen Landesarchiv (Standort Oldenburg), seine Dokumentation über die Teilnahme des oldenburgischen Regiments in Frankreich in der Landesbibliothek Oldenburg.
Zur Erinnerung an ihn wurde in Oldenburg die Wardenburg-Straße benannt.